# Dolné Naštice
Dolné Naštice és un poble i municipi d'Eslovàquia que es troba a la regió de Trenčín. La primera menció escrita de la vila es remunta al 1295.

## Demografia
| Godina             | 1994 | 2004   | 2014    | 2024   |
| ------------------ | ---- | ------ | ------- | ------ |
| Nombre de persones | 425  | 433    | 556     | 596    |
| Diferència         |      | +1,88% | +28,40% | +7,19% |

| Godina             | 2023 | 2024   |
| ------------------ | ---- | ------ |
| Nombre de persones | 602  | 596    |
| Diferència         |      | −0,99% |